# Joachim Murat
Joachim Murat (tiếng Việt: Muy-ra) (sinh ngày 25 tháng 3 năm 1767, bị xử bắn ngày 13 tháng 10 năm 1815), tước hiệu Thân vương đế chế (Prince impérial), Đại công tước Berg và Clèves (Grand-duc de Berg et de Clèves), Vua Napoli (tiếng Ý: Regno di Napoli, với tên Ý là Gioacchino Murat), là một thống chế của Napoléon I, Vua Napoli và Sicilia từ năm 1808 đến năm 1815. Murat là em rể của Napoléon Bonaparte và là một trong các nguyên soái nổi bật nhất trong các chiến dịch của vị hoàng đế này.

## Tiểu sử
Joachim Murat sinh năm 1767 tại Labastide-Fortunière (nay là Labastide-Murat, gần thành phố Cahors, thuộc tỉnh Lot miền Nam nước Pháp. Ông là con út trong số 11 người con của ông chủ quán trọ Pierre Murat Jordy và bà Jeanne Loubière.
Khi còn trẻ, Murat dự định trở thành một thầy tu, ông học tại tu chủng viện ở Cahors và sau đó làm linh mục Hội truyền giáo ở Toulouse. Trong thời gian học việc để trở thành giáo chức, các đồng đạo ở Bastide thường gọi ông là cha Murat (abbé Murat). Tuy vậy, do ham mê chơi bời, Murat mắc nợ và phải nhập ngũ ngày 23 tháng 2 năm 1787. Ông phục vụ trong đội kỵ binh người Ardennes, sau đó là trung đoàn kỵ binh số 12 Champagne và nhanh chóng chứng tỏ khả năng của mình.

## Sự nghiệp

### Thời kì Cách mạng Pháp
Murat đã tận dụng việc giải ngũ để tham gia các tổ chức hội đoàn ở Quercy, ông được bầu là đại biểu của tỉnh Lot tham dự Lễ hội liên minh (Fête de la Fédération) tại Paris ngày 14 tháng 7 năm 1790.
Tháng 1 năm 1791, Murat tái ngũ và được tuyển vào đội bảo vệ lập hiến của nhà vua một năm sau đó, trong đội bảo vệ này còn có một thống chế tương lai khác của Napoléon, đó là Jean-Baptiste Bessières. Là người ủng hộ nhiệt tình những tư tưởng mới, đặc biệt là của Jean-Paul Marat, Murat nhanh chóng bỏ ngũ chỉ sau vài ngày vì nhận ra rằng đội bảo vệ lập hiến chẳng qua cũng chỉ là một sào huyệt của những người bảo hoàng. Ông trở lại trung đoàn kị binh số 12 và nhanh chóng được thăng hàm chỉ huy đại đội (chef d'escadron) của trung đoàn kỵ binh số 21 vào mùa hè năm 1793.
Cũng giống như Bonaparte, Murat cảm thấy lo ngại với sự sụp đổ của chính quyền Robespierre, ông đã cùng Bonaparte tích cực tham gia trấn áp cuộc nổi dậy của những người bảo hoàng ngày 13 tháng Nho. Ngày 4 tháng 9 năm 1796, trong Trận Roveredo, Murat đã chỉ huy một đại đội kỵ binh thuộc trung đoàn kỵ binh số 10, bất ngờ vượt sông Adige làm đối phương hoàn toàn toàn bị động. Ngày 22 tháng 9, đơn vị của Murat tiếp tục tham chiến tại Trận Bassano. Sau khi liên tiếp chứng tỏ khả năng chỉ huy kỵ binh tại Dego và Mondovi, Murat được phong hàm thiếu tướng.

### Thời kì Đế chế thứ nhất
Murat đã tích cực tham gia vào Cuộc đảo chính ngày 18 tháng Sương mù và được cử làm chỉ huy đội cận vệ tổng tài ngày 18 tháng 1 năm 1800. Cùng năm này, Murat làm đám cưới với Caroline Bonaparte, em gái út của Napoléon và nghiễm nhiên trở thành một trong những người thân tín nhất của vị Đệ nhất tổng tài.
Sau khi tham gia chỉ huy kỵ binh của Napoléon tại Trận Marengo ngày 14 tháng 6 năm 1800, Murat được cử làm chỉ huy một doanh trại đóng tại Beauvais để bảo vệ nước Bỉ trong trường hợp người Anh đổ bộ. Tiếp đó, ông chuyển sang làm chỉ huy quân đồn trú tại miền trung nước Pháp và chiến đấu ở Ý mùa đông 1800 - 1801. Murat cũng là người ký hiệp ước đình chiến giữa Pháp và Vương quốc Napoli đồng thời ra lệnh cho quân Pháp không được hành hung dân Napoli. Ngày 27 tháng 7 năm 1801, Murat trở thành tổng tư lệnh quân đội đồn trú tại Cộng hòa Cisalpine.
Tháng 8 năm 1803, Murat quay trở lại Pháp để thay thế Junot, làm tư lệnh sư đoàn quân số 1 đóng tại Paris gồm 60.000 lính.

### Chiến tranh Napoléon
Cùng với việc Napoléon lên ngôi hoàng đế, Murat được phong hàm thống chế. Ngày 1 tháng 2 năm 1805, ông được phong danh hiệu Đại đô đốc và huân chương Bắc đẩu bội tinh. Là em rể của vị hoàng đế mới, Murat cũng trở thành một hoàng tử của vương triều và ông dọn vào ở tại Điện Élysée. Mùa thu năm 1805, Murat được giao nhiệm vụ lực lượng kỵ binh tiên phong của quân đội Napoléon (La Grande Armée).
Trong vị trí chỉ huy mới, Murat tham chiến tại Áo và giành được những thắng lợi ban đầu. Tại Trận Austerlitz, ông là người chỉ huy cánh trái của quân đội Pháp và góp phần rất lớn vào một trong những chiến thắng lớn nhất của Napoléon. Sau khi Hiệp ước Presbourg được ký ngày 27 tháng 12 năm 1805, Joachim Murat trở thành Đại công tước Berg và Clèves.
Mùa thu năm 1806, xung đột bùng nổ giữa Vương quốc Phổ và nước Pháp, Murat tiếp tục quay trở lại làm tư lệnh kỵ binh của Napoléon. Trong vai trò chỉ huy tiên phong quân Pháp vượt Saale, Murat đã tiêu diệt hai trung đoàn phòng thủ của đối phương. Ông tiếp tục chiến đấu dũng cảm tại Trận Jena khi chỉ huy đơn vị của mình bắt sống một lực lượng lớn quân Phổ, buộc Erfurth phải đầu hàng, sau đó tiếp tục truy kích những lực lượng Phổ còn sót lại và cuối cùng buộc nguyên một lữ đoàn Phổ phải đầu hàng tại ngoại ô Prentzlaw.
Sau khi người Nga tham chiến trong đồng minh chống Napoléon, Murat đã chỉ huy việc tấn công Warszawa và trở thành chỉ huy đơn vị lính Pháp đầu tiên tiến vào thành phố này ngày 28 tháng 11 năm 1806. Năm 1807, tại Trận Eylau, ông một lần nữa chỉ huy kỵ binh Pháp buộc đối phương phải rút lui.
Năm 1812 - 1813, Murat cùng quân Pháp tham gia Chiến tranh Pháp-Nga (1812), chiến tranh Pháp - Phổ. Sau thất bại ở Trận Leipzig năm 1813, Murat đạt được thỏa thuận với Hoàng đế Áo để cứu vương quốc Napoli của mình.
Đến thời kỳ vương triều 100 ngày của Napoléon Bonaparte, ông nhận ra rằng các cường quốc châu Âu sau Đại hội Viên muốn loại bỏ ông để đưa Ferdinand IV của họ Bourbon phục hoàng trở lại cầm quyền. Murat quyết định đưa quân đội tấn công "Liên minh thứ bảy" của các cường quốc, mà đầu tiên là nước Áo để giành lại quyền lực cho mình. Ông bị đánh bại bởi Frederick Bianchi, một tướng của Franc I của Áo, trong Trận Tolentino (ngày 2-3 tháng 5 năm 1815).

### Cái chết
Năm 1815 Murat mất hết quyền hành vì cuộc chiến kéo dài với phó vương Ý và thất bại trong việc chiếm đóng Reggio. Thời gian này ông ẩn náu ở Pháp để tránh sự truy sát của kẻ thù (ở đây là Ferdinand IV 1815 - 1825, vua mới của Naples). Sau đó là một hành trình đầy gian khổ khi Murat, với niềm kiêu hãnh của riêng mình, quyết định trở về Corse và Naples nhằm giành lại chính quyền. Nhưng lần lượt ông bị những bầy tôi trung thành trước đây phản bội. Trong cuộc đổ bộ vào Pizzo, dân chúng dưới sự chỉ huy của đại úy quân sen đầm Tranta Capelli không những không hoan hô Murat mà còn nổi dậy tấn công ông, hạm đội gồm hơn 300 người của Barbara đã bỏ ông lại. Không lâu sau đó ông bị một hội đồng quân sự kết án tử hình cũng trong năm 1815. Điều đặc biệt là cuộc hành hình do chính Murat chỉ huy. Những người lính thuộc quyền ông trước đây đã không thể bóp cò ở lượt đầu, nhưng với tính chất kiêu hãnh của con sư tử, ông ra lệnh cho họ phải nhắm đúng mục tiêu và đến loạt đạn thứ 2 thì ông ngã xuống. Không một cử động, không một tiếng thở, ông không rời bỏ chiếc đồng hồ cầm trong lòng bàn tay trái.

Sau đó, những người lính đưa xác Murat vào đặt nằm trên giường. Tối hôm đó, một người đàn ông (tên nô tài Luidgi) xin vào buồng người chết và bí mật lấy đầu của Murat mang đi. Tám ngày sau cuộc hành quyết ở Pizzo, Tranta Capelli được đề bạt thiếu tá, tướng Victor Nunziante (1777- 1836) được phong hầu tước Cirello, còn Luidgi bị đầu độc chết. Đến khi Ferdinand chết năm 1825, người ta tìm thấy trong một tủ bí mật trong buồng ngủ của ông, chiếc đầu ấy ngâm trong rượu.